# Chelsea, Iowa
Chelsea là một thành phố thuộc quận Tama, tiểu bang Iowa, Hoa Kỳ. Năm 2010, dân số của thành phố này là 267 người.

## Dân số
Dân số qua các năm:
- Năm 2000: 287 người.
- Năm 2010: 267 người.